# Revueltas raciales en Singapur de 1969
Las revueltas raciales en Singapur de 1969 fueron una de las dos revueltas que se realizaron en Singapur luego de que ganara su independencia. Los siete días que duraron las revueltas en 1969, disparadas a causa del incidente del 13 de mayo en Malasia, tuvieron como consecuencia la muerte de 4 personas y 80 heridos. Recién al cabo de 44 años Singapur volverá a experimentar una gran revuelta, los revueltas de "little India" del 2013.

## Historia
Los antecedentes de las revueltas raciales de 1969 se relacionan con el incidente del 13 de mayo en Kuala Lumpur y Petaling Jaya en Malasia. El mismo se produjo a causa de los resultados de las elecciones generales, que tuvieron asociados revueltas chino-malayas de las que no existían antecedentes en la historia de Malaya, 196 personas murieron y más de 350 resultaron heridas entre el 13 de mayo y el 31 de julio. El número real de víctimas puede ser mucho mayor que las cifras oficiales. El gobierno de Malasia decretó el estado de emergencia y suspendió el Parlamento hasta 1971.
Los disturbios no guardaban ninguna relación con Singapur pero hubo un contagio inexorable de la violencia comunal en Malasia en Singapur. Las revueltas de 1969 tuvieron lugar cinco años después de las revueltas comunales de 1964. Se ha indicado que las revueltas raciales de 1964 en Singapur contribuyeron hacia la eventual separación de Singapur de Malasia en agosto de 1965. La histeria que la propia United Malays National Organisation (UMNO) generó a causa de su deseo de afirmar la dominación malaya (Ketuanan Melayu) en Singapur tuvo como consecuencia aumentar el nivel de sospecha y susceptibilidad entre malayos y chinos en Singapur.
La insatisfacción de los malayos sobre sus condiciones sociales y económicas y el miedo a que los malayos considerados indígenas (Bumiputra) perdieran sus propiedades y bienes, condujo a las revueltas del 13 de mayo.

### Rumores y venganza
En Singapur se comenzaron a esparcir rumores sobre atrocidades cometidas por parte de malayos contra chinos en Malasia. El pueblo también se refería indignado a la parcialidad de las Fuerzas Armadas de Malasia en procesar a aquellos involucrados en las revueltas; aquellos chinos que eran apresados eran castigados con severidad y los rumores aumentaron la tensión en Singapur.
Más de 500 personas resultaron heridas y 36 fallecieron en los choques entre chinos y malayos.
El Departamento de Seguridad Interior de Singapur o ISD, junto con la policía, ayudó a contener una situación volátil. las tensiones chino-malayas resurgieron en Singapur en 1969 luego de los disturbios raciales de 1969 en Malasia ocurridos luego de la Elección General. Hubo numerosos incidentes de choques entre chinos y malayos, y la situación recién pudo controlarse luego de registros de seguridad por parte de la policía y fuerzas armadas por toda Singapur.

## Eventos posteriores
Con posterioridad a 1971, cuando la situación se había aquietado, el gobierno malayo implementó una política de acción afirmativa orientada a favorecer a los malayos. Aun a comienzos del siglo XXI, existe todavía cierto malestar en cuanto al potencial de actos violentos mientras que continúa la lucha por poder entre los grupos. En abril de 1987, cuatro silat (practicantes de artes marciales) fueron arrestados por el ISD por difundir rumores sobre inminentes choques raciales que tendrían lugar alrededor del 13 de mayo de 1987 (en el 18.º aniversario de las revueltas raciales en Singapur y Malasia).